# Göran Wahlenberg

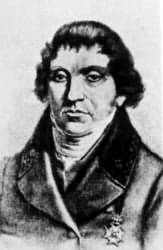
Göran Wahlenberg

Göran Wahlenberg, auch Georg Wahlenberg genannt, (* 1. Oktober 1780 in Skarphyttans bruk im Socken Kroppa bei Filipstad; † 22. März 1851 in Uppsala) war ein schwedischer Botaniker, der an der Universität Uppsala lehrte und forschte. Sein offizielles botanisches Autorenkürzel lautet „Wahlenb.“

## Leben
Wahlenberg war der Sohn von Göran Alexandersson Wahlenberg und Cajsa (geborene Carlsdotter). Er wurde bereits im Alter von 12 Jahren mit seinem älteren Bruder nach Uppsala in die Ausbildung geschickt. 1806 wurde er an der Universität Uppsala zum Dr. med. promoviert. Er hatte bereits mehrere botanische Exkursionen in die skandinavischen Bergregionen unternommen und unternahm 1811 bis 1814 eine Reise in die Karpatenregion. Ab 1829 Professor der Botanik, amtierte er 1831 sowie 1842/43 als Rektor der Universität. 1808 wurde er in die Königlich Schwedische Akademie der Wissenschaften aufgenommen.
Wahlenberg befasste sich vor allem mit der floristischen Botanik, die er unter ökologischen und vegetationsgeographischen Gesichtspunkten betrachtete. Eine seiner ersten Veröffentlichungen war die geographische Beschreibung von Lappland. In weit voneinander entfernten Forschungsgebieten (Skandinavien, Böhmen, Ungarn, Schweiz) erkannte er die Bedeutung des Großklimas, des „Klimacharakters“ als Ursache für die Verteilung der Pflanzen. An den polaren und alpinen Verbreitungsgrenzen fand er, dass nicht die mittlere Jahrestemperatur die Vegetationsgrenzen bestimme, sondern die jahreszeitliche Verteilung der Wärmemenge. Wahlberg starb an einer Verletzung (Wundbrand), die sich entzündet hatte.

## Dedikationsnamen
Ihm zu Ehren wurde die Gattung Wahlenbergia Schrad. ex Roth der Pflanzenfamilie der Glockenblumengewächse (Campanulaceae) und die Pilzgattung Wahlenbergiella Gueidan & Thüs benannt.

## Würdigung
Nach Wahlenberg sind zwei Gebirgsseen in der Hohen Tatra benannt und zwar Nižné Wahlenbergovo pleso (Unterer Wahlenberg-See, 2053 m n.m.) und Vyšné Wahlenbergovo pleso (Oberer Wahlenberg-See, 2157 m n.m.) im Tal Furkotská dolina.

## Werke (Auswahl)
- De sedibus materiarum immediatarum in plantis. Tractatio in quatour sectiones divisa.: [Akad.avh.]. Edman, Uppsala 1806 (Latein, reader.digitale-sammlungen.de – Hochschulschrift, in vier Teilen).
- Bericht über Messungen und Beobachtungen zur Bestimmung der Höhe und Temperatur der Lappländischen Alpen unter dem 67. Breitengrade. Dieterich, Göttingen 1812 (books.google.de – schwedisch: Berättelse om mätningar och observationer för att bestämma lappska fjällens höjd och temperatur vid 67 graders polhöjd Med karta och tre utsigter. Stockholm 1808. Übersetzt von Johann Friedrich Ludwig Hausmann).
- Flora Carpatorum principalium exhibens plantas in montibus Carpaticis inter flumina Waagum et Dunajetz, cui praemittitur tractatus de altitudine, vegetatione, temperatura et meteoris horum montium in genere. Vandenhöck und Ruprecht, Göttingen 1814 (reader.digitale-sammlungen.de).
- Flora Upsaliensis enumerans plantas circa Upsaliam sponte crescentes. Enchiridion excursionibus studiosorum Upsaliensium accomodatum. Upsaliae, R. Acad. Typographorum, 1820 (reader.digitale-sammlungen.de).